# North American Tour 1974
Die North American Tour 1974 war eine Tournee durch Nordamerika, die der britische Musiker und Komponist Elton John zur Verkaufsförderung seines achten Studioalbums Caribou unternahm. Im Verlauf der Tournee trat er in 43 Konzerten in den USA und Kanada auf.

## Tournee
Im Januar 1974 spielte Elton John das Album Caribou im namensgebenden Musikaufnahmestudio Caribou Ranch ein. Danach begab er sich auf Tournee nach Japan und Australien. Im Sommer 1974 nahm er bereits sein nächstes Album Captain Fantastic and the Brown Dirt Cowboy sowie die Singles Lucy in the Sky with Diamonds und Philadelphia Freedom auf. Teilweise unterstützte ihn dabei John Lennon, der dafür eigens nach Colorado zur Caribou Ranch reiste.
Mit einer Wette gelang es Elton John John Lennon für ein Konzert während der Tournee zu gewinnen. Der gemeinsame Auftritt im Madison Square Garden in New York am 28. November 1974 sollte sich im Rückblick als Höhepunkt der Tournee heraus stellen. Gleichzeitig war dies auch der letzte Konzertauftritt überhaupt von John Lennon. Eines der gemeinsam mit ihm gesungenen Lieder – I Saw Her Standing There – veröffentlichte John bereits 1975 als B-Seite von Philadelphia Freedom. Die Hälfte seines Live-Albums Here and There aus dem Jahr 1976 bestand aus Aufnahmen von diesem Abend.

“The moment when Lennon's black-suited figure appeared will never be forgotten by anyone who saw it. The whole Madison Square Garden audience, 18.000 people, rose to their feet as one, with a roar far and away above the routine adulation of pop … 'I'd heard of applause literally making a place shake, but I'd never seen it before, ' David Croker says. 'That night, though, it was true, You could feel the floorboards quivering under your feet.'”

„Der Moment als Lennons schwarzbekleidete Figur erschien wird von denen, die dabei waren, niemals vergessen werden. Alle Besucher des Madison Square Gardens, 18.000 Personen, standen gleichzeitig mit einem Brüllen auf, viel lauter als die Routineschmeichelei des Pop … 'Ich hörte von Applaus, der buchstäblich einen Ort zum Beben bringt, aber ich habe es noch niemals erlebt, ' sagt David Croker. 'In dieser Nacht jedoch, wurde es wahr, Du konntest das Zittern des Bodens unter Deinen Füßen fühlen.'“

Die North American Tour 1974 wurde Johns bisher größte Tournee in Nordamerika. Es mussten rund 25.000 Kilometer auf Reisen zurückgelegt werden, um durchschnittlich alle 1,5 Tage ein Konzert veranstalten zu können. Der dafür eingesetzte Privatjet erhielt den Spitznamen „The Starship“ und quer über den Rumpf den beleuchteten Schriftzug „Elton John Band Tour 1974“.
Wegen seiner enormen Popularität waren Eintrittskarten dennoch Mangelware und diejenigen, die welche ergatterten, mussten teilweise lange Zeit mit Übernachtungen vor den Ticketverkaufsstellen dafür in Kauf nehmen.
John nutzte die Tournee auch für die Veröffentlichung seines zweiten Greatest Hits Album, was dazu führte, dass gegen Ende des Jahres 1974 drei seiner Alben gleichzeitig in den US-amerikanischen Charts geführt wurden (das dritte war Goodbye Yellow Brick Road).

## Tourneetermine
| Datum              | Stadt         | Land               | Veranstaltungsort                      |
| Nordamerika        | Nordamerika   | Nordamerika        | Nordamerika                            |
| ------------------ | ------------- | ------------------ | -------------------------------------- |
| 25. September 1974 | Dallas        | Vereinigte Staaten | Kay Bailey Hutchison Convention Center |
| 26. September 1974 | Huston        | Vereinigte Staaten | Hofheinz Pavillon                      |
| 27. September 1974 | Mobile        | Vereinigte Staaten | Municipal Auditorium                   |
| 28. September 1974 | Tuscaloosa    | Vereinigte Staaten | Bryant-Danny Stadium                   |
| 29. September 1974 | Baton Rouge   | Vereinigte Staaten | Pete Maravich Assembly Center          |
| 3. Oktober 1974    | Inglewood     | Vereinigte Staaten | The Forum                              |
| 4. Oktober 1974    | Inglewood     | Vereinigte Staaten | The Forum                              |
| 5. Oktober 1974    | Inglewood     | Vereinigte Staaten | The Forum                              |
| 6. Oktober 1974    | Inglewood     | Vereinigte Staaten | The Forum                              |
| 8. Oktober 1974    | San Diego     | Vereinigte Staaten | San Diego Sports Arena                 |
| 9. Oktober 1974    | Daly City     | Vereinigte Staaten | Cow Palace                             |
| 10. Oktober 1974   | Oakland       | Vereinigte Staaten | Oakland-Alameda County Coliseum        |
| 13. Oktober 1974   | Seattle       | Vereinigte Staaten | Seattle Center Coliseum                |
| 14. Oktober 1974   | Seattle       | Vereinigte Staaten | Seattle Center Coliseum                |
| 14. Oktober 1974   | Vancouver     | Kanada             | Pacific Coliseum                       |
| 15. Oktober 1974   | Portland      | Vereinigte Staaten | Portland Memorial Coliseum             |
| 26. Oktober 1974   | Honolulu      | Vereinigte Staaten | Hawaii International Center Arena      |
| 27. Oktober 1974   | Honolulu      | Vereinigte Staaten | Hawaii International Center Arena      |
| 30. Oktober 1974   | St. Louis     | Vereinigte Staaten | St. Louis Arena                        |
| 31. Oktober 1974   | Saint Paul    | Vereinigte Staaten | Civic Center Arena                     |
| 1. November 1974   | Chicago       | Vereinigte Staaten | Chicago Stadium                        |
| 2. November 1974   | Chicago       | Vereinigte Staaten | Chicago Stadium                        |
| 3. November 1974   | South Bend    | Vereinigte Staaten | Athletic & Convocation Center          |
| 4. November 1974   | Cleveland     | Vereinigte Staaten | Richfield Coliseum                     |
| 8. November 1974   | Greensboro    | Vereinigte Staaten | Greensboro Coliseum                    |
| 9. November 1974   | Knoxville     | Vereinigte Staaten | Stokely Athletic Center                |
| 10. November 1974  | Atlanta       | Vereinigte Staaten | Omni Coloseum                          |
| 12. November 1974  | Pittsburgh    | Vereinigte Staaten | Civic Arena                            |
| 13. November 1974  | Detroit       | Vereinigte Staaten | Detroit Olympia                        |
| 14. November 1974  | Detroit       | Vereinigte Staaten | Detroit Olympia                        |
| 15. November 1974  | Detroit       | Vereinigte Staaten | Detroit Olympia                        |
| 17. November 1974  | Montreal      | Kanada             | Forum de Montréal                      |
| 18. November 1974  | Toronto       | Kanada             | Maple Leaf Gardens                     |
| 20. November 1974  | Boston        | Vereinigte Staaten | Boston Garden                          |
| 21. November 1974  | Landover      | Vereinigte Staaten | Capital Centre                         |
| 22. November 1974  | Landover      | Vereinigte Staaten | Capital Centre                         |
| 23. November 1974  | New Haven     | Vereinigte Staaten | New Haven Coliseum                     |
| 28. November 1974  | New York City | Vereinigte Staaten | Madison Square Garden                  |
| 29. November 1974  | New York City | Vereinigte Staaten | Madison Square Garden                  |
| 30. November 1974  | Uniondale     | Vereinigte Staaten | Nassau Veterans Memorial Coliseum      |
| 1. Dezember 1974   | Uniondale     | Vereinigte Staaten | Nassau Veterans Memorial Coliseum      |
| 2. Dezember 1974   | Philadelphia  | Vereinigte Staaten | Philadelphia Spectrum                  |
| 3. Dezember 1974   | Philadelphia  | Vereinigte Staaten | Philadelphia Spectrum                  |

## Setlist
Die vorgetragenen Lieder waren in Auswahl und Reihenfolge nicht in allen Konzerten identisch. Nachstehend ist als Beispiel die Setlist aus dem Konzert am 28. November 1974 im Madison Square Garden in New York zu finden.
1. „Funeral for a Friend/Love Lies Bleeding“
2. „Candle in the Wind“
3. „Grimsby“
4. „Rocket Man“
5. „Take Me to the Pilot“
6. „Bennie and the Jets“
7. "Daniel "
8. „Grey Seal“
9. „Goodbye Yellow Brick Road“
10. „Burn Down the Mission“
11. „You're So Static“
12. „Whatever Gets You thru the Night“ mit John Lennon (Lennon)
13. „Lucy in the Sky with Diamonds“ mit John Lennon (Lennon, McCartney)
14. „I Saw Her Standing There“ mit John Lennon (Lennon, McCartney)
15. „Don't Let the Sun Go Down on Me“
16. „All the Girls Love Alice“
17. „Saturday Night's Alright for Fighting“

Zugabe:
1. „Crocodile Rock“
2. „The Bitch Is Back“
3. „Your Song“

## Elton-John-Band der Tournee
- Elton John – Gesang, Klavier
- Davey Johnstone – E-Gitarre, Akustische Gitarre, Begleitstimme
- Dee Murray – Bass-Gitarre, Begleitstimme
- Ray Cooper – Percussion
- Nigel Olsson – Schlagzeug, Begleitstimme

- Kiki Dee – The Kiki Dee Band trat als Vorgruppe auf